# ۲۰۰۹

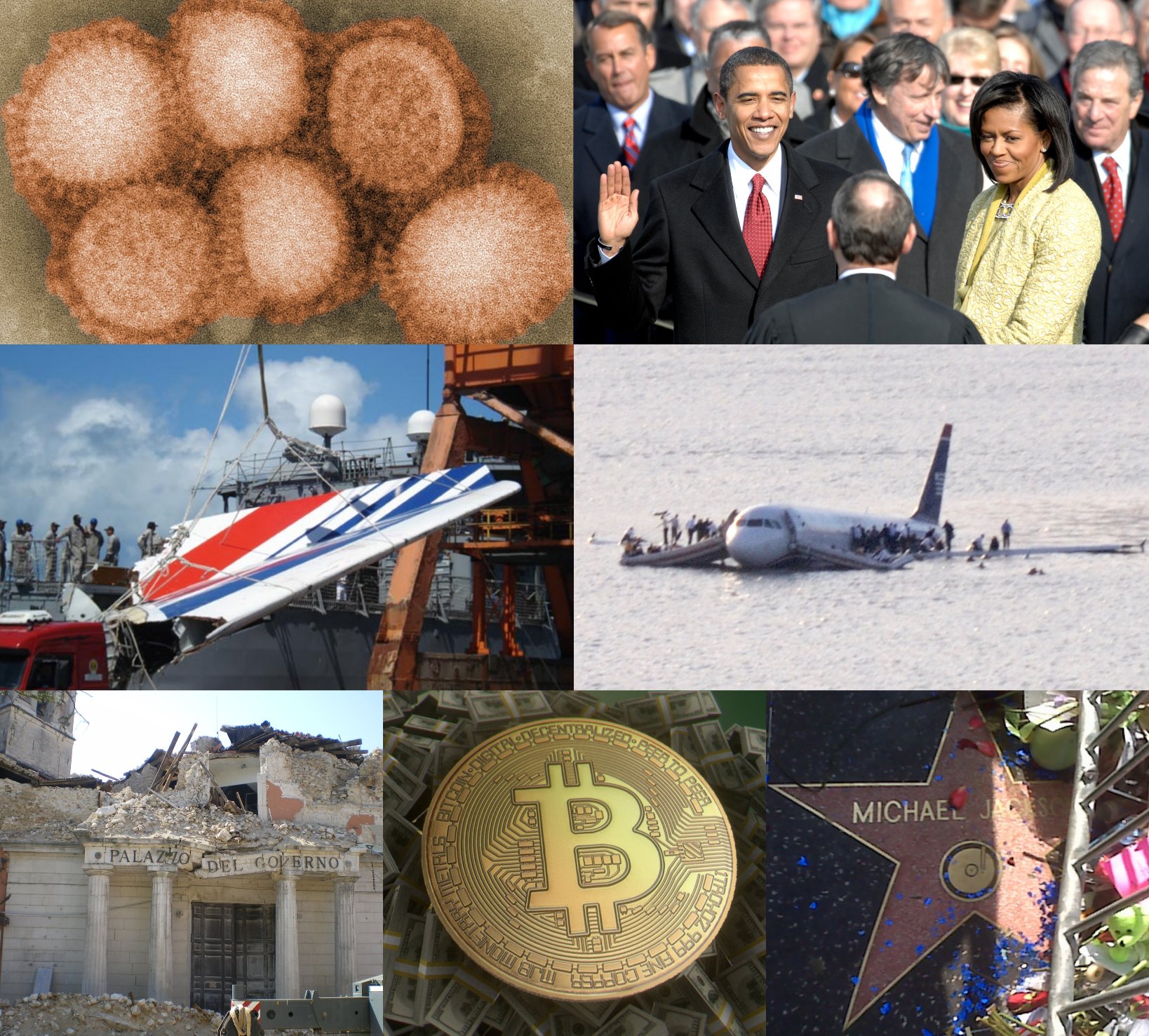

نبتفنقن ۲۰۰۹ (دوهزار و نه، در عددنویسی رومی:MMIX) میلادی، نهمین سال از سده ۲۱ میلادی و همچنین نهمین سال از هزاره سوم میلادی بود. بر اسانینقس تقویم گریگوری این سال از ابتدای روز پنجشنبه ۱ ژانویه ۲۰۰۹ شروع شد و در پایان پنجشنبه ۳۱ دسامبر ۲۰۰۹ به پایان رسید.

## نامگذاری
- سال جهانی نجوم، به مناسبت ۴۰۰امین سال نخستین استفاده از تلسکوپ توسط گالیلئو گالیله.[۱]

## رویدادها
ژانویه
- ۱ ژانویه - اسلوواکی یورو را به جای کرونااسلواکی به عنوان پول ملی برگزید.
- ۱ ژانویه - آسونسیون پایتخت پاراگوئه به عنوان پایتخت فرهنگی قاره آمریکا و ویلنیوس و لینز به عنوان پایتخت فرهنگی قاره اروپا انتخاب شدند.
- ۱ ژانویه - اتریش، ترکیه اوگاندا، ژاپن و مکزیک کرسی‌های موقت شورای امنیت سازمان ملل متحد را به دست آوردند.
- ۱ ژانویه - ریاست دوره‌ای جمهوری چک بر اتحادیه اروپا آغاز شد.[۲]
- ۱ ژانویه - حدود شش سال پس از اشغال عراق توسط نیروهای ائتلاف به رهبری آمریکا، کنترل منطقه به شدت حفاظت شده بغداد موسوم به «منطقه سبز» به نیروهای عراقی سپرده شد.[۳]
- ۳ ژانویه - با آغاز هفته دوم درگیری اسرائیل و نوار غزه، اسرائیل یورش زمینی را به این باریکه آغاز کرد.
- ۳ ژانویه - برای اولین بار پس از ۱۷ سال یک پرواز تجاری از یک مبدأ اروپایی (دانمارک) در بغداد به زمین نشست.[۴]
- ۸ ژانویه - قطعنامه ۱۸۶۰ شورای امنیت سازمان ملل متحد با ۱۴ رای مثبت و یک رای ممتنع ایالات متحده آمریکا در مورد مناقشه اسرائیل و حماس در نوار غزه به تصویب رسید.[۵]
- ۱۱ ژانویه - برندگان شصت و ششمین دوره جوایز گلدن گلوب در لس‌آنجلس معرفی شدند و کیت وینسلت برای سومین بار در تاریخ گلدن گلوب برنده دو جایزه شد.[۶]
- ۱۲ ژانویه - کریستیانو رونالدو از سوی فدراسیون بین‌المللی فوتبال (فیفا) به عنوان بهترین بازیکن سال ۲۰۰۸ معرفی شد.[۷]
- ۱۳ ژانویه - آغاز عقب‌نشینی قوای اتیوپیایی از سومالی پس از دو سال عملیات برای ایجاد ثبات در این کشور.
- ۱۷ ژانویه - اعلام آتش‌بس یک جانبه از سوی اسرائیل در درگیری با غزه. حماس نیز آتش‌بس خود را اعلام کرد.
- ۲۱ ژانویه - اسرائیل به‌طور کامل از غزه عقب‌نشینی کرد ولی همچنان حملات هوایی و موشکی طرفین در هفته‌های جازی ادامه یافت.
- ۲۲ ژانویه - لورن نکوندا فرمانده شورشی‌های کونگویی پس از عبور از مرز اوگاندا توسط قوای نظامی این کشور دستگیر شد.
- ۲۶ ژانویه - اولین جلسه دیوان بین‌المللی کیفری با محاکمه توماس لوبانگا رهبر سابق «اتحادیه وطن پرستان گنکو» به اتهام استفاده کودکان در جنگ، غارت اموال مردم و تجاوز برگزار شد.
- ۲۶ ژانویه - دولت و سیستم بانکی ایسلند ورشکسته شد و نخست‌وزیر بلافاصله استعفا داد.

فوریه
- ۱ فوریه - کیزیل اول به عنوان پاتریارک به عنوان پاپ کلیسای ارتدوکس روسی انتخاب شد.
- ۱ فوریه - یوهانا سیگورداردوتیر به عنوان نخست‌وزیر ایسلند انتخاب شد. او اولین رئیس دولت در جهان شد که علناً همجنسگرا است.

## زادروزها

### ژانویه
- ۱ ژانویه - هند ظاظا، تنیس‌باز اهل سوریه.
- ۲ ژانویه - مایکل زوک، بازیکن فوتبال اهل اسپانیا.

### فوریه
- ۵ فوریه - آبهیمانیو میشرا، بازیکن شطرنج اهل ایالات متحده آمریکا.
- ۱۹ فوریه - مون وو جین، بازیگر اهل کره جنوبی.
- ۲۲ فوریه - آرچی یاتس، بازیگر بریتانیایی.

### آوریل
- ۶ آوریل - والنتینا، خواننده فرانسوی.
- ۶ آوریل - شایلی منسفیلد، بازیگر و یوتیوبر اهل ایالات متحده آمریکا.
- ۱۸ آوریل - کیم مین سو، بازیگر و مدل اهل کره جنوبی.

### مه
- ۱۴ مه - شین رین آه، بازیگر اهل کره جنوبی.

### ژوئن
- ۷ ژوئن - کیم کانگ-هون، بازیگر اهل کره جنوبی.

### اوت
- ۲۹ اوت - هو یول، بازیگر اهل کره جنوبی.

## مرگ‌ها

### ژانویه
- ۱ ژانویه - هلن سوزمن، نماینده ضد آپارتاید عضو پارلمان آفریقای جنوبی.[۸]
- ۱ ژانویه - نزار ریان، یکی از رهبران ارشد گروه حماس.[۹]
- ۱۲ ژانویه - کلود بری، کارگردان و تهیه کننده فیلم فرانسوی.[۱۰]
- ۱۵ ژانویه - سعید صیام، وزیر کشور دولت حماس در نوار غزه و مسئول نیروهای امنیتی گروه شبه‌نظامی حماس.[۱۱]
- ۱۴ ژانویه - ریکاردو مونتالبان، بازیگر مکزیکی. (ز. ۱۹۲۰)
- ۱۶ ژانویه - اندرو وایت، نویسنده و نقاش آمریکایی. (ز. ۱۹۱۷)
- ۲۹ ژانویه – روژه پونته، دوچرخه‌سوار اهل فرانسه. (ز. ۱۹۲۰)

### فوریه
- [کریستیانو رونالدو به رئال مادرید امد
- ۱۲ فوریه - جاکومو بولگارلی، بازیکن فوتبال اهل ایتالیا. (ز. ۱۹۴۰)
- ۱۹ فوریه - ادموند هلاوکا، دانشمند اتریشی. (ز. ۱۹۱۶)

### مارس
- ۱۵ مارس - ران سیلور، بازیگر آمریکایی. (ز. ۱۹۴۶)
- ۱۸ مارس - ناتاشا ریچاردسون، بازیگر بریتانیایی. (ز. ۱۹۶۳)
- ۲۸ مارس - جنت جگان، نویسنده آمریکایی. (ز. ۱۹۲۰)
- ۲۹ مارس - موریس ژار آهنگساز و رهبر ارکستر فرانسوی .[۱۲]

### آوریل
- ۱۴ آوریل - موریس دروئون، سیاست‌مدار و نویسنده فرانسوی. (ز. ۱۹۱۸)
- ۱۹ آوریل - جی. جی. بالارد، نویسنده و کارگردان بریتانیایی. (ز. ۱۹۳۰)
- ۲۵ آوریل - بیتریس آرتور، بازیگر و خواننده آمریکایی. (ز. ۱۹۲۲)

### مه
- ۱۷ مه - ماریو بندتی، شاعر و نویسنده اهل اروگوئه. (ز. ۱۹۲۰)
- ۲۰ مه - لوسی گوردون، بازیگر و مدل اهل انگلستان. (ز. ۱۹۸۰)
- ۲۳ مه - رو مو هیون، سیاستمدار و قاضی اهل کره جنوبی. (ز. ۱۹۴۶)
- ۲۴ مه - جی بنت، موسیقی‌دان اهل آمریکا. (ز. ۱۹۶۳)
- ۲۷ مه - کلایو گرینجر، اقتصاددان بریتانیایی. (ز. ۱۹۳۴)

### ژوئن
- ۳ ژوئن - دیوید کارادین، بازیگر آمریکایی. (ز. ۱۹۳۶)
- ۳ ژوئن - شی کی‌ین، هنرپیشه و رزمی کار اهل هنگ کنگ. (ز. ۱۹۱۳)
- ۱۰ ژوئن - بری بکت، موسیقی‌دان اهل آمریکا. (ز. ۱۹۴۳)
- ۲۳ ژوئن - گغام غاندیلیان، بازیگر اهل ارمنستان. (ز. ۱۹۷۴)
- ۲۵ ژوئن - مایکل جکسون، خواننده، ترانه‌سرا، رقصنده و بازیگر آمریکایی. (ز. ۱۹۵۸)
- ۲۹ ژوئن - جان رابز، بازیگر چکی-کانادایی. (ز. ۱۹۲۰)

### ژوئیه
- ۴ ژوئیه - آلن کلین، تهیه‌کننده موسیقی آمریکایی. (ز. ۱۹۳۱)
- ۲۶ ژوئیه - مرس کانینگهام، طراح رقص و رقاص آمریکایی. (ز. ۱۹۱۹)
- ۳۱ ژوئیه - بابی رابسون، بازیکن فوتبال انگلیسی. (ز. ۱۹۳۳)

### اوت
- ۱۳ اوت - لس پال، گیتاریست آمریکایی. (ز. ۱۹۱۵)
- ۱۸ اوت - کیم دای جونگ، سیاستمدار اهل کره جنوبی. (ز. ۱۹۲۵)
- ۲۵ اوت - تد کندی، سیاستمدار و وکیل آمریکایی. (ز. ۱۹۳۲)
- ۲۶ اوت - عبدالعزیز حکیم، الهی‌دان و سیاستمدار عراقی. (ز. ۱۹۵۳)

### سپتامبر
- ۸ سپتامبر - آگه بوهر، فیزیک‌دان دانمارکی. (ز. ۱۹۲۲)
- ۱۱ سپتامبر - لری گلبرت، فیلم‌نامه‌نویس آمریکایی. (ز. ۱۹۲۸)
- ۱۹ سپتامبر - ویکتور اسرائیل، بازیگر اهل اسپانیا. (ز. ۱۹۲۹)
- ۲۰ سپتامبر - پرویز مشکاتیان آهنگساز و نوازنده سنتور. (ز. ۱۹۵۵)
- ۲۴ سپتامبر - سوزان اتکینز، قاتل آمریکایی. (ز. ۱۹۴۸)

### اکتبر
- ۴ اکتبر - مرسدس سوسا، خواننده آرژانتینی. (ز. ۱۹۳۵)
- ۷ اکتبر - اروینگ پن، عکاس آمریکایی. (ز. ۱۹۱۷)
- ۱۳ اکتبر - ال مارتینو، خواننده آمریکایی. (ز. ۱۹۲۷)
- ۱۹ اکتبر - ژوزف وایزمن، بازیگر کانادایی. (ز. ۱۹۱۸)

### نوامبر
- ۳ نوامبر - فرانسیسکو آپالا، نویسنده اسپانیایی. (ز. ۱۹۰۶)
- ۸ نوامبر - ویتالی لازاریویچ گینزبرگ، فیزیک‌دان و ستاره‌شناس روسی. (ز. ۱۹۱۶)

### دسامبر
- ۴ دسامبر - ویاچسلاو تیخونوف، هنرپیشه اهل روسیه. (ز. ۱۹۲۸)
- ۹ دسامبر - ژن بری، بازیگر آمریکایی. (ز. ۱۹۱۹)
- ۱۳ دسامبر - پل ساموئلسون، اقتصاددان آمریکایی. (ز. ۱۹۱۵)
- ۱۷ دسامبر - جنیفر جونز، بازیگر آمریکایی. (ز. ۱۹۱۹)
- ۱۸ دسامبر - کانی هینس، بازیگر اهل آمریکا. (ز. ۱۹۳۱)
- ۲۰ دسامبر - بریتانی مورفی، صدا پیشه، موسیقی‌دان، بازیگر و خواننده آمریکایی. (ز. ۱۹۷۷)
- ۲۴ دسامبر - جولیو بوزتی، کارگردان و هنرپیشه اهل ایتالیا.
- ۲۷ دسامبر - تاکاشی تاکابایاشی، بازیکن فوتبال اهل ژاپن. (ز. ۱۹۳۱)
- ۳۰ دسامبر - عبدالرحمن وحید، سیاستمدار اهل اندونزی. (ز. ۱۹۴۰)